# 江西北路
江西北路是一条位于中國上海市虹口区西南部的南北向马路，南起北苏州路，北至武进路，全长866米。该路由上海公共租界工部局于1880年和1920年代分两段辟筑。因为是江西路在苏州河北的延伸段，故初名北江西路。道路沿街有河滨大楼、上海邮政总局等上海市优秀历史建筑。

## 历史
江西北路前后于1880年和1920年代末期分两次辟筑而成。早在1875年7月的工部局董事会例会上，为了统一苏州河以北路段的命名，由时任工部局总董的白敦提议，现在以及将来修筑于苏州河北的道路均以苏州河南的连接道路命名，并冠上“北”以示区别。首批出现的三个路名分别为北河南路、北江西路和北四川路。
1876年，江西路桥建成，遂开始辟筑北江西路。至1880年，北江西路完成，南起江西路桥，北到七浦路。1920年代末期，工部局增辟北江西路，新增路线分两段，第一段由七浦路口至位于海宁路的英商华洋德律风公司北区交换所东侧，第二段为沿北区交换所东侧直至老靶子路，两段均为直线路段。1937年至1941年的抗战初期，马路中间设置有铁丝网，并有日军岗哨驻守。1945年12月，北江西路更名为江西北路。

## 沿街建筑
江西北路沿线为传统的商住街区。该路的最南端分别为河滨大楼和上海邮政总局，在江西北路、崇明路路口北侧则是德邻公寓。该路333号则是原美商上海电话公司的北区交换所，现为上海电信北区局海川分局。

## 交汇道路
由南至北
- 北苏州路
- 天潼路
- 崇明路
- 七浦路
- 武昌路
- 塘沽路
- 海宁路
- 安庆东路
- 武进路